# 의과대학

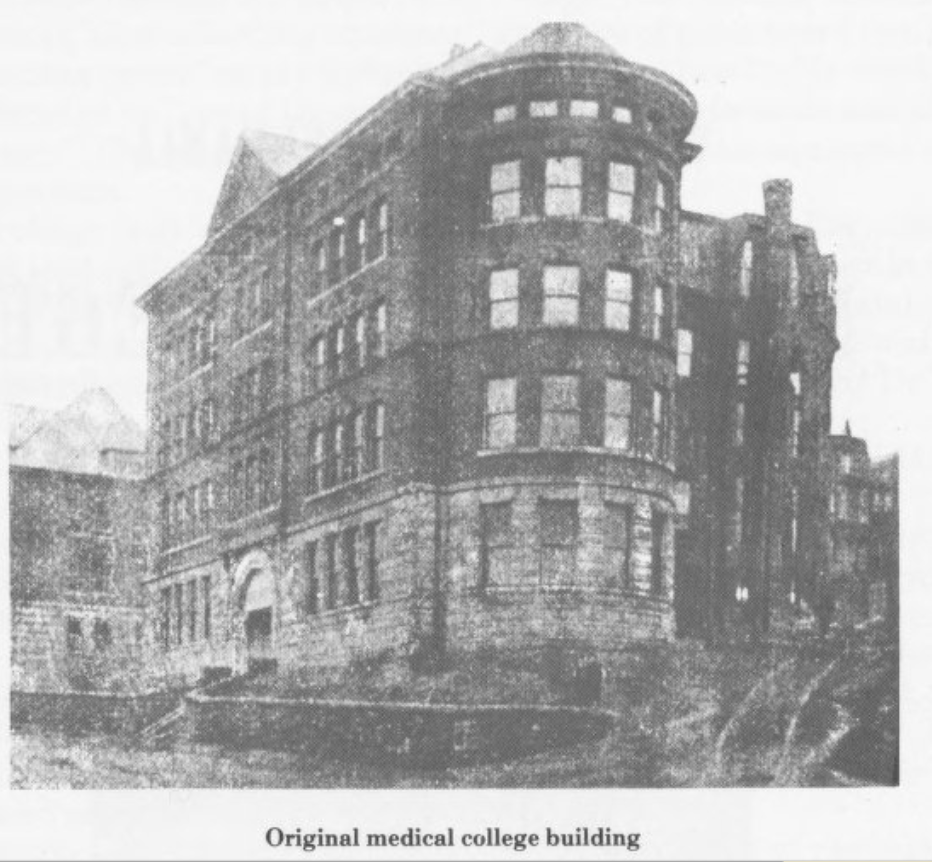

의과대학(medical school) 또는 의학전문대학원은 의학을 교육하고, 연구하는 학과로 구성된 단과대학으로 의사에게 전문 학위를 수여한다. 이러한 대학 또는 대학원에서 제공하는 의학 학위에는 의학 학사, 외과 학사(MBBS, MBChB, MBBCh, BMBS), 의학 석사(MM, MMed), 의무 박사(MD) 또는 정골의학 박사(DO)가 포함된다. 많은 의과대학에서 철학 박사(PhD), 과학 석사(MSc) 또는 다른 추가 학위를 제공한다.
의과대학은 또한 의학 연구를 수행하고 부속병원을 운영할 수 있다. 전 세계적으로 의과대학에서 제공되는 의학 프로그램의 기준, 구조, 교수 방법론 및 성격은 상당히 다양하다. 의과대학은 종종 후보자들의 선발 기준을 좁히기 위해 성적 평균과 리더십 역할뿐만 아니라 표준화된 입학 시험을 사용하여 매우 경쟁적이다. 대부분의 국가에서 의학 연구는 필수 학부 과정이 필요하지 않은 학부 과정으로 완료한다. 그러나 일부 필수 과정을 포함하여 학부 학위를 마친 대학원 입학자들을 위한 점점 더 많은 장소들이 생겨나고 있다. 미국과 캐나다에서는 거의 모든 의학 학위가 2학년 학위이며 대학 수준에서 몇 년의 선행 연구가 필요하다.
의학 학위는 일반적으로 학부 과정의 경우 5년 이상, 대학원 과정의 경우 4년 이상 지속되는 학위 프로그램을 마친 후 의대생들에게 수여한다. 많은 현대 의과 대학들은 교육 과정의 시작부터 임상 교육을 기초 과학과 통합한다. 그보다 전통적인 교육 과정들은 보통 전임상 및 임상 블록으로 나뉜다. 전임상 과학에서, 학생들은 다른 것들 중에서 생화학, 유전학, 약리학, 병리학, 해부학, 생리학 및 의학 미생물학과 같은 과목들을 공부한다. 그 후의 임상 실습은 보통 내과, 일반 외과, 소아과, 정신 의학, 산부인과 등을 포함한다.
의과대학이 졸업생들에게 의학 학위를 수여하지만, 의사는 일반적으로 지역 정부 당국에 의해 면허를 받기 전까지 합법적으로 의료 행위를 할 수 없다. 면허 취득은 또한 시험 통과, 범죄 신원 조사, 참고인 확인, 수수료 지불, 그리고 몇 년의 대학원 교육을 받아야 할 수 있다. 의과 대학은 각 나라에 의해 규제되며 AVICENNA 의학부와 FAIMER 국제 의학 교육부의 합병으로 형성된 세계 의과 대학 지도부에 나타난다

## 국가별

### 조선민주주의인민공화국
조선민주주의인민공화국에는 2018년 기준으로 10개의 민간 의학대학과 1개의 군의대학이 있다. 의학대학에는 대체로 기초의학부, 림상의학부, 구강학부, 고려의학부, 위생학부, 약학부가 있다.
- 평양의학대학
- 김형직군의대학: 북한 군의관을 양성하는 의학대학
- 원산의학대학

### 중화인민공화국
중화인민공화국 의학 교육은 일반적으로 최종 학위가 수여되기 전에 1년간의 인턴쉽 (또는 학생들이 환자 치료에 적극적으로 참여하는 임상 순환)을 포함하여 5년제 학사 학위이다. 비록 일부 의대들이 3년 프로그램을 운영하지만, 병원들은 5년 프로그램을 졸업한 의사들을 모집하는 경향이 있다. 의대를 졸업한 학생들은 대학 부속 병원에서 1-3년간 일을 해야 하며, 그 후 그 학생은 국가 의사시험센터에 의해 실시되는 의사 인증을 위한 국가 의료 면허시험 (NMLE)에 응시할 자격이 있다. 임상 전문화를 통과한 지원자들은 보통 2년 혹은 3년의 석사 학위를 포함한다. 합격은 모든 대학들에 사용되는 국가 입학 시험에 근거한다. 중국 전역에서, 의학 학사와 외과 학사 학위 과정은 항상 중국어 매체로 가르쳐 왔다. 영어로 가르치고 외국인 의대생들을 받는 몇몇 대학들이 있다. 그 대학들 중 일부는 그들의 과정 기간을 6년으로 늘렸다. 수여되는 학위는 임상 의학학사 (BCM)라고 알려져 있다.
- 베이징 중의약 대학교
- 베이징 셰허 의학원
- 푸단 대학교 상하이 의대학

### 일본
일본의 의과대학은 대학의 학부이기 때문에 일반적으로 6년 동안 지속되는 학부과정이다. 입학은 고등학교 말에 치르는 시험과 대학 자체에서 치러지는 입학시험으로 가장 경쟁이 치열하다.
의대생들은 처음 1-2년 동안은 물리학, 수학, 화학, 외국어를 포함한 교양과 과학을 공부하고, 그 다음에는 기초 의학(해부학, 생리학, 약리학, 면역학), 임상 의학, 공중 보건, 포렌식을 2년 동안 공부한다.
의대생들은 지난 2년 동안 대학 병원에서 훈련을 한다. 임상 교육은 교육 과정의 일부이다. 졸업 시험이 끝나면 학생들은 의학박사 학위를 받는다. 의학 졸업생들은 박사 학위 소지자들과 마찬가지로 박사 학위 소지자들이다. 이 대학에는 의학박사들이 박사 학위 소지자가 될 수 있는 의학박사 프로그램도 있다.
마지막에 의대생들이 국가의사면허시험을 보고 합격하면 의사가 되어 후생노동성에 면허등록한다. 이 시험의 범위는 의학의 모든 측면을 포함한다.
- 도쿄 지케이카이 의과대학
- 도쿄 의과치과대학

### 미국
미국은 고등학교 졸업 후 진학하는 6년제 의과대학은 없으며, 대졸자가 진학하는 4년제 의학전문대학원만 운영한다.

### 이탈리아
이탈리아는 대한민국처럼 고졸자가 진학하는 6년제 의과대학을 운영하며, 학석사 통합과정으로 보아 학위는 석사 학위를 수여한다. 또한 졸업시 졸업논문 작성이 필수이다.

## 같이 보기
- 정골의학
- 의예과 (pre-med)
- 의무박사 (MD)
- 의학 학사, 외과 학사 (Bachelor of Medicine, Bachelor of Surgery, BMBS)
- 전공의
- 로스쿨 (law school)
- 경영대학원 (business school)
- 객관적 구조화된 임상 시험